# HNLMS O 10
| HNLMS O 10                                                     | HNLMS O 10                                                                                              | HNLMS O 10                                                                                              |
| -------------------------------------------------------------- | --- | --- |
| Hr.Ms. O 10                                                    | | |
|                                                                | | |
| Голландський підводний човен O 10                              | | |
| Верф                                                           | Koninklijke Maatschappij De Schelde, Вліссінген                                                         | Koninklijke Maatschappij De Schelde, Вліссінген                                                         |
| Під прапором                                                   | Нідерланди                                                                                              | Нідерланди                                                                                              |
| Належність                                                     | Військово-морські сили Нідерландів                                                                      | Військово-морські сили Нідерландів                                                                      |
| Порт приписки                                                  | Роттердам, Ротсей                                                                                       | Роттердам, Ротсей                                                                                       |
| Замовлення                                                     | 9 серпня 1921                                                                                           | 9 серпня 1921                                                                                           |
| Закладений                                                     | 24 грудня 1923                                                                                          | 24 грудня 1923                                                                                          |
| Спуск на воду                                                  | 30 липня 1925                                                                                           | 30 липня 1925                                                                                           |
| Введений до складу флоту                                       | 1 вересня 1926                                                                                          | 1 вересня 1926                                                                                          |
| Виведений зі складу флоту                                      | 11 жовтня 1944                                                                                          | 11 жовтня 1944                                                                                          |
| На службі                                                      | 1926-1944                                                                                               | 1926-1944                                                                                               |
| Сучасний статус                                                | у жовтні 1946 року розібраний на брухт                                                                  | у жовтні 1946 року розібраний на брухт                                                                  |
| Бойовий досвід                                                 | Друга світова війна                                                                                     | Друга світова війна                                                                                     |
| Проєкт                                                         | | |
| Тип ПЧ                                                         | прибережний підводний човен                                                                             | прибережний підводний човен                                                                             |
| Основні характеристики                                         | | |
| Швидкість (надводна)                                           | 12 вузлів (22 км/год)                                                                                   | 12 вузлів (22 км/год)                                                                                   |
| Швидкість (підводна)                                           | 8 вузлів (15 км/год)                                                                                    | 8 вузлів (15 км/год)                                                                                    |
| Дальність плавання                                             | 3 500 миль (6 500 км) на швидкості 8 вузлів (надводна) 25 миль (46 км) на швидкості 8 вузлів (підводна) | 3 500 миль (6 500 км) на швидкості 8 вузлів (надводна) 25 миль (46 км) на швидкості 8 вузлів (підводна) |
| Екіпаж                                                         | 29 офіцерів та матросів                                                                                 | 29 офіцерів та матросів                                                                                 |
| Розміри                                                        | | |
| Довжина найбільша (по КВЛ)                                     | 54,66 м                                                                                                 | 54,66 м                                                                                                 |
| Ширина корпусу найб.                                           | 5,7 м                                                                                                   | 5,7 м                                                                                                   |
| Середня осадка (по КВЛ)                                        | 3,53 м                                                                                                  | 3,53 м                                                                                                  |
| Водотоннажність надводна                                       | 526 тонн                                                                                                | 526 тонн                                                                                                |
| Силова установка                                               | | |
| Дизель-електрична: 2 × дизельні двигуни MAN 2 × електродвигуни | | |
| Гвинти                                                         | 2 | 2 |
| Потужність                                                     | 2 × 450 к.с. (дизелі) 2 × 250 к.с. (електродвигуни)                                                     | 2 × 450 к.с. (дизелі) 2 × 250 к.с. (електродвигуни)                                                     |
| Озброєння                                                      | | |
| Торпедно- мінне озброєння                                      | 2 × 533-мм та 3 × 450-мм торпедних апарати 5 торпед                                                     | 2 × 533-мм та 3 × 450-мм торпедних апарати 5 торпед                                                     |
| ППО                                                            | 1 × 88-мм гармата 1 × 12,7-мм зенітний кулемет                                                          | 1 × 88-мм гармата 1 × 12,7-мм зенітний кулемет                                                          |

HNLMS O 10 (нід. Hr.Ms. O 10) — військовий корабель, підводний човен типу O 9 Королівського флоту Нідерландів у роки Другої світової війни.
Підводний човен O 10 був закладений 24 грудня 1923 року на верфі компанії Koninklijke Maatschappij De Schelde у Вліссінгені. 30 липня 1925 року він був спущений на воду, 1 вересня 1926 року увійшов до складу Королівського флоту Нідерландів.

## Історія служби
У 1936 році підводний човен знову відплив до Балтійського моря зі своїми однотипними човнами O 9, O 11, кораблем берегової оборони «Герцог Гендрік» і міноносцем Z 5. У 1939 році O 10 разом з O 9 і O 11 увійшов до берегової дивізії.
З 9 по 11 травня 1940 року O 9 та O 10 патрулювали біля берегів Нідерландів. Під час патрулювання О 9 був атакований німецькими військовими літаками. 12 травня 1940 року O 9 з O 10 та буксиром втекли до Сполученого Королівства, куди вони прибули 15 травня 1940 року у Даунс. Незабаром O 9, O 10, O 23 та O 24 у супроводі тральщика «Віллема ван дер Цаана» перевели з Даунса до Портсмута.
Під час війни голландський човен патрулював Ла-Манш і Біскайську затоку.